# Dot.com
Dot.com es una película portuguesa dirigida por Luís Galvão Teles y escrita por Suzanne Nagle. En la producción cuenta con la participación de, además de Portugal, España, Brasil, Irlanda y Reino Unido, teniendo un presupuesto total de 2 millones de euros.
En la película se narra en tono costumbrista el litigo de una aldea portuguesa y una multinacional por un dominio de Internet. SU rodaje se llevó a cabo en Dormes debido a que era el pueblo donde residió el productor François Gonot y porque tenía el mismo número de habitantes que quería su director, 39.

## Argumento
Pedro, un ingeniero destinado en una pequeña aldea portuguesa, ha creado una web a nombre de la asociación del pueblo. Un día, recibe una carta de una empresa pidiéndole la retirada de ese dominio si no quiere pagar una demanda de 500.000 euros. Cuando los habitantes se enteran del litigio, se niegan a cerrar la página, alegando que cualquier multinacional que la quiera tendrá antes que comprarla. A medida que el conflicto llega a los medios, los aldeanos irán cambiando su forma de ser y pensar.

## Recepción
En Portugal, donde se estrenó el 5 de abril de 2007, recaudó 96.000 euros con 28.146 espectadores, siendo la vigésimo primera película de esta nacionalidad más vistas de las estrenadas en su país entre el 2005 y el 2010.
La película juega con la vieja rivalidad entre España y Portugal, dominando la más pequeña, que difiere de los vecinos autoritarios no quieren ser patrocinado. Pero el contraste entre el gobierno tranquila provincial y central en la bulliciosa objeto de Lisboa de la película, ya que los rasgos que supuestamente típicas de la gente común y la mentalidad portuguesa, celebrando con todas las peculiaridades y el orgullo particular, en el extremo supuestamente siempre un compromiso y una razón para lugar. Además, la película tiene sobre la cuestión del poder y del dinero y las empresas, y, finalmente, que también sirve para mostrar un paisaje idílico de la descuidada portuguesa interior del país.
Mandril, el ajuste de la película
La película está dirigida a un público amplio, que se encontraba en Portugal (en portugués de las películas más vistas desde el año 2004). La película se estrenó en muchos países diferentes en los cines, el 9 de diciembre de 2010 en Alemania. Ganó el Premio del Público en el Festival de Cine de Portugal en Coímbra, el Caminhos jue Português cine ', sino que también recibió malas críticas. En su mayoría positivos, las bellas imágenes y la historia sereno, líquido-dijo fueron llamados durante la secuencia de comandos no pudo cumplir con estándares más altos., erhielt aber auch schlechte Kritiken. Positiv wurden meist die schönen Bilder und die heitere, flüssig erzählte Geschichte genannt, während das Drehbuch keinen höheren Ansprüchen genügen konnte.
El pueblo de mandril, que sirvió de telón de fondo de la película fue conocida por el éxito de las dot.com. Producción dio las gracias al pueblo, en poder del preestreno de cine del sitio. El entonces presidente Aníbal Cavaco Silva, llegó el 24 de marzo de 2007 sobre la vista previa en el pico aislado, lo que es una placa conmemorativa en el lugar.